# モンゴル人民共和国

モンゴル人民共和国
Бүгд Найрамдах Монгол Ард Улс

国歌: モンゴル・インターナショナル（英語版）
（1924年 - 1950年）

モンゴル人民共和国国歌
（1950年 - 1992年）

モンゴル人民共和国（モンゴルじんみんきょうわこく、蒙古人民共和国、モンゴル語: Бүгд Найрамдах Монгол Ард Улс、ᠪᠦᠭᠦᠳᠡ
ᠨᠠᠶᠢᠷᠠᠮᠳᠠᠬᠤ
ᠮᠣᠩᠭᠣᠯ
ᠠᠷᠠᠳ ᠤᠯᠤᠰ）は、モンゴルが1924年から1992年まで使用した国号である。略称はBNMAU（БНМАУ）である。

## 歴史
1921年、ボドー、ダンザン、ドクソムらの指導、ダムディン・スフバートルの軍事的活躍とソビエト連邦（ソ連）の赤軍の支援でボグド・ハーン（活仏・化身ラマ）を推戴し中華民国から独立したモンゴルは、1924年にボグド・ハーンの死に際して、コミンテルンの指導もあり、モンゴル人民革命党による一党独裁の社会主義国を宣言。こうして1924年11月26日にモンゴル人民共和国が誕生した。当時ではソ連に続く世界で2番目の社会主義国家でかつアジア初の社会主義国であった。中華民国はソ連の傀儡国家として独立を認めず、ソ連の軍事力によって中国からの独立が保たれた。また、日本も戦前は独立を承認していなかった。
その後も一貫してソ連一辺倒の政策を続け、「ソ連の16番目の共和国」とまで呼ばれた。かつて東側陣営に属する社会主義諸国が「ソ連に従属する衛星国」と表現されることもあったが、この「衛星国」という表現はモンゴル学者オーウェン・ラティモアがこの時期のモンゴルの国際的地位を表現する用語として使用したものである。
外政では、1939年にはノモンハン事件（ハルハ川戦争）で赤軍と共に大日本帝国（関東軍）と戦い、第二次世界大戦末期の1945年8月にはソ連と共に満州国と蒙古聯合自治政府に侵攻して勝利した。1945年には中ソ友好同盟条約によって中華民国からも独立を承認されたが、進駐した内モンゴルの併合は断念することとなった。1953年、台湾に逃れた中華民国政府は同条約の破棄を正式に決定し、同時にモンゴル人民共和国の独立も白紙に戻してモンゴル人民共和国を「偽蒙古人民共和国」と呼称して再び外モンゴル地域の領有を主張したが、もはや実効性は喪失していた。1949年の中華人民共和国成立により中国と国交を樹立してモンゴル縦貫鉄道が建設されるなど中ソ蒙3カ国の蜜月状態が現出し、1960年に中蒙友好相互援助条約を結んだ。1955年にもモンゴルの国際連合加盟が協議され、当時は国連での中国代表権を持っていた中華民国が安全保障理事会で拒否権を発動していたが、1961年には国連への加盟を果たした。中ソ対立により再び中国と敵対関係となり、モンゴル国内にソ連軍部隊が展開して有事の際の北京攻撃に備え、ワルシャワ条約機構のオブザーバーとなった。1972年にはモンゴルと日本は国交を初めて樹立した（日蒙関係）。
国内では1930年代以降、ホルローギーン・チョイバルサンやユムジャーギィン・ツェデンバルによる独裁体制を取った。ソ連のような重工業の発展は起こらなかったが、首都のウランバートルでは軽工業の建設と人口の集中が発生し、それ以外の地域では小麦栽培を中心とした大規模農業開拓や牧畜業の集団化及び定住化が起こった。1962年には経済相互援助会議（コメコン）に加盟して経済面でもソ連への依存を一層強めた。人口の希薄さや遊牧の存続にも起因した都市や市場の不在により重工業建設は難航したが、ソ連の援助でエルデネト鉱業を設立するなど資源開発は活発に行った。今日でもモンゴル経済は鉱業が中心となっている。また、文化面でもソ連化を進め、モンゴル語の表記をチンギス・ハン時代からのモンゴル文字からロシア語と同じキリル文字への切り替えを強行したほどであった。中華人民共和国の内モンゴル自治区はモンゴル文字の使用が維持された。また、社会主義体制のエリート層の多くはソ連への留学を行った。かつてモンゴル帝国を築いたチンギス・ハンについては、モンゴル系王朝がロシアの発展を遅らせた元凶「タタールのくびき」とソ連で位置付けられていたことから、ツェデンバル時代に肯定的評価を禁じた。
1988年、モンゴルでもソ連のペレストロイカが波及して民主化運動が高まり、ジャムビィン・バトムンフ指導による人民革命党の一党独裁政権は1990年に崩壊、複数政党制による自由選挙で行われる大統領制と議会制を導入して人民革命党と民主化勢力の連立政権へ移行した。その後新体制にふさわしい国名改称が提案され、「モンゴル国」に改称し、社会主義を放棄した。モンゴル人民共和国は名実ともにその歴史的役割を終えた。